# Kotavan
Kotavan (ryska: Котаван) är en ort i Azerbajdzjan.   Den ligger i distriktet Ağdaş Rayonu, i den centrala delen av landet, 210 km väster om huvudstaden Baku. Kotavan ligger 6 meter över havet och antalet invånare är 938.
Terrängen runt Kotavan är mycket platt. Närmaste större samhälle är Orta-Lyaki, 16,5 km norr om Kotavan.
Trakten runt Kotavan består till största delen av jordbruksmark. Runt Kotavan är det ganska tätbefolkat, med 93 invånare per kvadratkilometer.